# Oscar Gloukh
Oscar Gloukh (in ebraico אוסקר גלוך‎?; Rehovot, 1º aprile 2004) è un calciatore israeliano, centrocampista dell'Ajax e della nazionale israeliana.

## Caratteristiche tecniche
Trequartista molto tecnico e abile nel dribbling, dotato di un'ottima visione di gioco e molto bravo nella conduzione della palla, è altresì capace in fase realizzativa, è considerato uno dei più grandi prospetti del calcio israeliano. Viene soprannominato "il Messi d'Israele".

## Carriera

### Club

#### Maccabi Tel Aviv
Cresciuto nel settore giovanile del Maccabi Tel Aviv, esordisce in prima squadra il 22 agosto 2021, nella partita di Toto Cup Al persa ai tiri di rigore contro l'Hapoel Gerusalemme. Dopo essersi rapidamente imposto come titolare nel ruolo, il 27 ottobre 2022 Gloukh prolunga il proprio contratto con i gialloblù fino al 2025.

#### Salisburgo
Il 27 gennaio 2023, passa a titolo definitivo al Salisburgo, nella Bundesliga austriaca, con cui firma un contratto valido fino al 30 giugno 2027.
Il 24 ottobre 2023 a San Siro segna un gran goal da fuori area contro l'Inter in Champions League nella sconfitta del suo Salisburgo per 2-1.

#### Ajax
Il 1° agosto 2025 si trasferisce a titolo definitivo all'Ajax, in Eredivisie, per 15 milioni di euro.

### Nazionale
Nel 2022 ha conquistato la medaglia d'argento all'Europeo Under-19, venendo incluso nella squadra ideale del torneo e vincendo anche il premio per la rete più bella del torneo. Il 17 novembre esordisce con la nazionale maggiore, nell'amichevole vinta per 4-2 contro lo Zambia; tre giorni più tardi segna la prima rete, in occasione dell'incontro perso per 2-3 contro Cipro.

## Statistiche

### Presenze e reti nei club
Statistiche aggiornate al 1° agosto 2024.
| Stagione                | Squadra                 | Campionato              | Campionato | Campionato | Coppe nazionali | Coppe nazionali | Coppe nazionali | Coppe continentali | Coppe continentali | Coppe continentali | Altre coppe | Altre coppe | Altre coppe | Totale |      |
| Stagione                | Squadra                 | Comp                    | Pres       | Reti       | Comp            | Pres            | Reti            | Comp               | Pres               | Reti               | Comp        | Pres        | Reti        | Pres   | Reti |
| ----------------------- | ----------------------- | ----------------------- | ---------- | ---------- | --------------- | --------------- | --------------- | ------------------ | ------------------ | ------------------ | ----------- | ----------- | ----------- | ------ | ---- |
| 2021-2022               | Maccabi Tel Aviv        | LH                      | 8          | 3          | CI+CdL          | 2+1             | 0               | UECL               | 0                  | 0                  | SI          | 0           | 0           | 11     | 3    |
| 2022-gen. 2023          | Maccabi Tel Aviv        | LH                      | 17         | 4          | CI+CdL          | 2+0             | 2+0             | UECL               | 4                  | 0                  | -           | -           | -           | 23     | 6    |
| Totale Maccabi Tel Aviv | Totale Maccabi Tel Aviv | Totale Maccabi Tel Aviv | 25         | 7          |                 | 5               | 2               |                    | 4                  | 0                  |             | 0           | 0           | 34     | 9    |
| gen.-giu. 2023          | Salisburgo              | BL                      | 15         | 2          | CA              | 0               | 0               | UEL                | 2                  | 0                  | -           | -           | -           | 17     | 2    |
| 2023-2024               | Salisburgo              | BL                      | 29         | 7          | CA              | 5               | 0               | UCL                | 6                  | 2                  | -           | -           | -           | 40     | 9    |
| 2024-2025               | Salisburgo              | BL                      | 26         | 10         | CA              | 2               | 1               | UCL                | 12                 | 0                  | CmC         | 1           | 1           | 41     | 12   |
| lug. 2025               | Salisburgo              | BL                      | 0          | 0          | CA              | 0               | 0               | UCL                | 1                  | 0                  | -           | -           | -           | 1      | 0    |
| Totale Salisburgo       | Totale Salisburgo       | Totale Salisburgo       | 70         | 19         |                 | 7               | 1               |                    | 21                 | 2                  |             | 1           | 1           | 99     | 23   |
| 2025-2026               | Ajax                    | ED                      | -          | -          | CO              | -               | -               | UCL                | -                  | -                  | -           | -           | -           | -      | -    |
| Totale Carriera         | Totale Carriera         | Totale Carriera         | 95         | 26         |                 | 12              | 3               |                    | 25                 | 2                  |             | 1           | 1           | 133    | 32   |

### Cronologia presenze e reti in nazionale
| Cronologia completa delle presenze e delle reti in nazionale ― Israele | Cronologia completa delle presenze e delle reti in nazionale ― Israele | Cronologia completa delle presenze e delle reti in nazionale ― Israele | Cronologia completa delle presenze e delle reti in nazionale ― Israele | Cronologia completa delle presenze e delle reti in nazionale ― Israele | Cronologia completa delle presenze e delle reti in nazionale ― Israele | Cronologia completa delle presenze e delle reti in nazionale ― Israele | Cronologia completa delle presenze e delle reti in nazionale ― Israele |
| Data                                                                   | Città                                                                  | In casa                                                                | Risultato                                                              | Ospiti                                                                 | Competizione                                                           | Reti                                                                   | Note                                                                   |
| ---------------------------------------------------------------------- | ---------------------------------------------------------------------- | ---------------------------------------------------------------------- | ---------------------------------------------------------------------- | ---------------------------------------------------------------------- | ---------------------------------------------------------------------- | ---------------------------------------------------------------------- | ---------------------------------------------------------------------- |
| 17-11-2022                                                             | Petah Tiqwa                                                            | Israele                                                                | 4 – 2                                                                  | Zambia                                                                 | Amichevole                                                             | -                                                                      | 59’                                                                    |
| 20-11-2022                                                             | Petah Tiqwa                                                            | Israele                                                                | 2 – 3                                                                  | Cipro                                                                  | Amichevole                                                             | 1                                                                      |                                                                        |
| 25-3-2023                                                              | Tel Aviv                                                               | Israele                                                                | 1 – 1                                                                  | Kosovo                                                                 | Qual. Euro 2024                                                        | -                                                                      | 79’                                                                    |
| 28-3-2023                                                              | Lancy                                                                  | Svizzera                                                               | 3 – 0                                                                  | Israele                                                                | Qual. Euro 2024                                                        | -                                                                      | 54’                                                                    |
| 16-6-2023                                                              | Budapest                                                               | Bielorussia                                                            | 1 – 2                                                                  | Israele                                                                | Qual. Euro 2024                                                        | 1                                                                      | 57’ 90+2’                                                              |
| 19-6-2023                                                              | Gerusalemme                                                            | Israele                                                                | 2 – 1                                                                  | Andorra                                                                | Qual. Euro 2024                                                        | -                                                                      | 57’                                                                    |
| 9-9-2023                                                               | Bucarest                                                               | Romania                                                                | 1 – 1                                                                  | Israele                                                                | Qual. Euro 2024                                                        | 1                                                                      |                                                                        |
| 12-9-2023                                                              | Tel Aviv                                                               | Israele                                                                | 1 – 0                                                                  | Bielorussia                                                            | Qual. Euro 2024                                                        | -                                                                      |                                                                        |
| 12-11-2023                                                             | Pristina                                                               | Kosovo                                                                 | 1 – 0                                                                  | Israele                                                                | Qual. Euro 2024                                                        | -                                                                      |                                                                        |
| 15-11-2023                                                             | Felcsút                                                                | Israele                                                                | 1 – 1                                                                  | Svizzera                                                               | Qual. Euro 2024                                                        | -                                                                      | 65’                                                                    |
| 18-11-2023                                                             | Felcsút                                                                | Israele                                                                | 1 – 2                                                                  | Romania                                                                | Qual. Euro 2024                                                        | -                                                                      |                                                                        |
| 21-3-2024                                                              | Budapest                                                               | Israele                                                                | 1 – 4                                                                  | Islanda                                                                | Qual. Euro 2024                                                        | -                                                                      | 46’                                                                    |
| 6-9-2024                                                               | Debrecen                                                               | Belgio                                                                 | 3 – 1                                                                  | Israele                                                                | UEFA Nations League 2024-2025 - 1º turno                               | -                                                                      | 64’                                                                    |
| 9-9-2024                                                               | Budapest                                                               | Israele                                                                | 1 – 2                                                                  | Italia                                                                 | UEFA Nations League 2024-2025 - 1º turno                               | -                                                                      | 46’                                                                    |
| 10-10-2024                                                             | Budapest                                                               | Israele                                                                | 1 – 4                                                                  | Francia                                                                | UEFA Nations League 2024-2025 - 1º turno                               | -                                                                      |                                                                        |
| 14-10-2024                                                             | Udine                                                                  | Italia                                                                 | 4 – 1                                                                  | Israele                                                                | UEFA Nations League 2024-2025 - 1º turno                               | -                                                                      |                                                                        |
| 14-11-2024                                                             | Saint-Denis                                                            | Francia                                                                | 0 – 0                                                                  | Israele                                                                | UEFA Nations League 2024-2025 - 1º turno                               | -                                                                      | 84’                                                                    |
| 17-11-2024                                                             | Budapest                                                               | Israele                                                                | 1 – 0                                                                  | Belgio                                                                 | UEFA Nations League 2024-2025 - 1º turno                               | -                                                                      | 87’                                                                    |
| 22-3-2025                                                              | Debrecen                                                               | Israele                                                                | 2 – 1                                                                  | Estonia                                                                | Qual. Mondiali 2026                                                    | -                                                                      | 89’                                                                    |
| 25-3-2025                                                              | Debrecen                                                               | Israele                                                                | 2 – 4                                                                  | Norvegia                                                               | Qual. Mondiali 2026                                                    | -                                                                      |                                                                        |
| 6-6-2025                                                               | Tallinn                                                                | Estonia                                                                | 1 – 3                                                                  | Israele                                                                | Qual. Mondiali 2026                                                    | -                                                                      |                                                                        |
| Totale                                                                 |                                                                        | Presenze                                                               | 21                                                                     |                                                                        | Reti                                                                   | 3                                                                      |                                                                        |

| Cronologia completa delle presenze e delle reti in nazionale ― Israele olimpica | Cronologia completa delle presenze e delle reti in nazionale ― Israele olimpica | Cronologia completa delle presenze e delle reti in nazionale ― Israele olimpica | Cronologia completa delle presenze e delle reti in nazionale ― Israele olimpica | Cronologia completa delle presenze e delle reti in nazionale ― Israele olimpica | Cronologia completa delle presenze e delle reti in nazionale ― Israele olimpica | Cronologia completa delle presenze e delle reti in nazionale ― Israele olimpica | Cronologia completa delle presenze e delle reti in nazionale ― Israele olimpica |
| Data                                                                            | Città                                                                           | In casa                                                                         | Risultato                                                                       | Ospiti                                                                          | Competizione                                                                    | Reti                                                                            | Note                                                                            |
| ------------------------------------------------------------------------------- | ------------------------------------------------------------------------------- | ------------------------------------------------------------------------------- | ------------------------------------------------------------------------------- | ------------------------------------------------------------------------------- | ------------------------------------------------------------------------------- | ------------------------------------------------------------------------------- | ------------------------------------------------------------------------------- |
| 24-7-2024                                                                       | Parigi                                                                          | Mali olimpica                                                                   | 1 – 1                                                                           | Israele olimpica                                                                | Olimpiadi 2024 - 1º turno                                                       | -                                                                               | 82’                                                                             |
| 27-7-2024                                                                       | Parigi                                                                          | Israele olimpica                                                                | 2 – 4                                                                           | Paraguay olimpica                                                               | Olimpiadi 2024 - 1º turno                                                       | 1                                                                               |                                                                                 |
| Totale                                                                          |                                                                                 | Presenze                                                                        | 2                                                                               |                                                                                 | Reti                                                                            | 1                                                                               |                                                                                 |